# Heineken Cup 2002/03
Der Heineken Cup 2002/03 war die achte Ausgabe des Heineken Cup (Vorläufer des European Rugby Champions Cup), dem wichtigsten europäischen Pokalwettbewerb im Rugby Union. Beteiligt waren 24 Mannschaften aus sechs Ländern. Das Finale fand am 24. Mai 2003 im Stadion Lansdowne Road in Dublin statt. Pokalsieger wurde zum zweiten Mal die französische Mannschaft Stade Toulousain, die im Finale USA Perpignan schlug.

## Modus
Die Teilnehmer wurden in sechs Gruppen mit je vier Mannschaften eingeteilt. Jede Mannschaft spielte je ein Heim- und ein Auswärtsspiel gegen die drei Gruppengegner. Für das Viertelfinale qualifizierten sich die sechs Gruppensieger und die zwei besten Gruppenzweiten.
Die Punkte wurden wie folgt verteilt:
- 2 Punkte für einen Sieg
- 1 Punkt für ein Unentschieden

## Gruppenphase
In Klammern: Rang in der Viertelfinal-Setzliste

### Gruppe 1
|    | Team                  | Spiele | Siege | Unent. | Ndlg. | Spiel- punkte | Diff. | Tabellen- punkte |
| -- | --------------------- | ------ | ----- | ------ | ----- | ------------- | ----- | ---------------- |
| 1. | Leicester Tigers (2)  | 6      | 5     | 1      | 0     | 232:71        | + 161 | 11               |
| 2. | Neath RFC             | 6      | 2     | 1      | 3     | 151:139       | + 12  | 5                |
| 3. | L’Amatori & Calvisano | 6      | 2     | 0      | 4     | 105:236       | - 131 | 4                |
| 4. | AS Béziers            | 6      | 2     | 0      | 4     | 109:151       | - 42  | 4                |

| Datum            | Begegnung             | Ergebnis |
| ---------------- | --------------------- | -------- |
| 11. Oktober 2002 | Neath - Leicester     | 16:16    |
| 12. Oktober 2002 | Calvisano - Béziers   | 16:32    |
| 19. Oktober 2002 | Leicester - Calvisano | 63:0     |
| 19. Oktober 2002 | Béziers - Neath       | 21:16    |
| 7. Dezember 2002 | Calvisano - Neath     | 38:29    |
| 8. Dezember 2002 | Béziers - Leicester   | 12:24    |

| Datum             | Begegnung             | Ergebnis |
| ----------------- | --------------------- | -------- |
| 14. Dezember 2002 | Neath - Calvisano     | 56:10    |
| 14. Dezember 2002 | Leicester - Béziers   | 53:10    |
| 11. Januar 2003   | Calvisano - Leicester | 22:40    |
| 13. Januar 2003   | Neath - Béziers       | 23:18    |
| 18. Januar 2003   | Leicester - Neath     | 36:11    |
| 18. Januar 2003   | Béziers - Calvisano   | 16:19    |

### Gruppe 2
|    | Team              | Spiele | Siege | Unent. | Ndlg. | Spiel- punkte | Diff. | Tabellen- punkte |
| -- | ----------------- | ------ | ----- | ------ | ----- | ------------- | ----- | ---------------- |
| 1. | USA Perpignan (5) | 6      | 4     | 0      | 2     | 176:156       | + 20  | 8                |
| 2. | Munster Rugby (7) | 6      | 4     | 0      | 2     | 206:107       | + 99  | 8                |
| 3. | Gloucester RFC    | 6      | 4     | 0      | 2     | 241:140       | + 101 | 8                |
| 4. | Rugby Viadana     | 6      | 0     | 0      | 6     | 128:348       | - 220 | 0                |

| Datum            | Begegnung              | Ergebnis |
| ---------------- | ---------------------- | -------- |
| 12. Oktober 2002 | Gloucester - Munster   | 35:16    |
| 12. Oktober 2002 | Perpignan - Viadana    | 46:27    |
| 18. Oktober 2002 | Viadana - Gloucester   | 28:80    |
| 19. Oktober 2002 | Munster - Perpignan    | 30:21    |
| 6. Dezember 2002 | Munster - Viadana      | 64:0     |
| 8. Dezember 2002 | Gloucester - Perpignan | 33:16    |

| Datum             | Begegnung              | Ergebnis |
| ----------------- | ---------------------- | -------- |
| 14. Dezember 2002 | Perpignan - Gloucester | 31:23    |
| 14. Dezember 2002 | Viadana - Munster      | 22:25    |
| 11. Januar 2003   | Gloucester - Viadana   | 64:16    |
| 11. Januar 2003   | Perpignan - Munster    | 23:8     |
| 18. Januar 2003   | Munster - Gloucester   | 33:6     |
| 18. Januar 2003   | Viadana - Perpignan    | 35:39    |

### Gruppe 3
|    | Team                | Spiele | Siege | Unent. | Ndlg. | Spiel- punkte | Diff. | Tabellen- punkte |
| -- | ------------------- | ------ | ----- | ------ | ----- | ------------- | ----- | ---------------- |
| 1. | Llanelli RFC (4)    | 6      | 5     | 0      | 1     | 201:130       | + 71  | 10               |
| 2. | CS Bourgoin-Jallieu | 6      | 4     | 0      | 2     | 190:142       | + 48  | 8                |
| 3. | Glasgow Rugby       | 6      | 2     | 0      | 4     | 86:185        | - 99  | 4                |
| 4. | Sale Sharks         | 6      | 1     | 0      | 5     | 123:143       | - 20  | 2                |

| Datum            | Begegnung           | Ergebnis |
| ---------------- | ------------------- | -------- |
| 11. Oktober 2002 | Sale - Bourgoin     | 18:24    |
| 12. Oktober 2002 | Llanelli - Glasgow  | 45:15    |
| 18. Oktober 2002 | Bourgoin - Llanelli | 54:38    |
| 18. Oktober 2002 | Glasgow - Sale      | 26:14    |
| 6. Dezember 2002 | Sale - Llanelli     | 19:30    |
| 8. Dezember 2002 | Bourgoin - Glasgow  | 35:21    |

| Datum             | Begegnung           | Ergebnis |
| ----------------- | ------------------- | -------- |
| 13. Dezember 2002 | Glasgow - Bourgoin  | 13:12    |
| 13. Dezember 2002 | Llanelli - Sale     | 17:12    |
| 10. Januar 2003   | Llanelli - Bourgoin | 37:22    |
| 10. Januar 2003   | Sale - Glasgow      | 45:3     |
| 17. Januar 2003   | Glasgow - Llanelli  | 8:34     |
| 18. Januar 2003   | Bourgoin - Sale     | 43:15    |

### Gruppe 4
|    | Team               | Spiele | Siege | Unent. | Ndlg. | Spiel- punkte | Diff. | Tabellen- punkte |
| -- | ------------------ | ------ | ----- | ------ | ----- | ------------- | ----- | ---------------- |
| 1. | Leinster Rugby (1) | 6      | 6     | 0      | 0     | 188:93        | + 95  | 12               |
| 2. | Bristol Shoguns    | 6      | 3     | 0      | 3     | 149:144       | + 5   | 6                |
| 3. | AS Montferrandaise | 6      | 2     | 0      | 4     | 141:120       | + 21  | 4                |
| 4. | Swansea RFC        | 6      | 1     | 0      | 5     | 109:230       | - 121 | 2                |

| Datum            | Begegnung              | Ergebnis |
| ---------------- | ---------------------- | -------- |
| 11. Oktober 2002 | Leinster - Bristol     | 29:23    |
| 12. Oktober 2002 | Montferrand - Swansea  | 47:12    |
| 19. Oktober 2002 | Bristol - Montferrand  | 24:19    |
| 19. Oktober 2002 | Swansea - Leinster     | 10:51    |
| 7. Dezember 2002 | Swansea - Bristol      | 26:19    |
| 7. Dezember 2002 | Montferrand - Leinster | 20:23    |

| Datum             | Begegnung              | Ergebnis |
| ----------------- | ---------------------- | -------- |
| 13. Dezember 2002 | Leinster - Montferrand | 12:9     |
| 15. Dezember 2002 | Bristol - Swansea      | 41:23    |
| 10. Januar 2003   | Leinster - Swansea     | 48:19    |
| 12. Januar 2003   | Montferrand - Bristol  | 22:30    |
| 18. Januar 2003   | Swansea - Montferrand  | 19:24    |
| 19. Januar 2003   | Bristol - Leinster     | 12:25    |

### Gruppe 5
|    | Team                 | Spiele | Siege | Unent. | Ndlg. | Spiel- punkte | Diff. | Tabellen- punkte |
| -- | -------------------- | ------ | ----- | ------ | ----- | ------------- | ----- | ---------------- |
| 1. | Stade Toulousain (3) | 6      | 5     | 0      | 1     | 241:118       | + 123 | 10               |
| 2. | London Irish         | 6      | 3     | 0      | 3     | 158:118       | + 40  | 6                |
| 3. | Edinburgh Rugby      | 6      | 2     | 0      | 4     | 125:188       | - 63  | 4                |
| 4. | Newport RFC          | 6      | 2     | 0      | 4     | 117:217       | - 100 | 4                |

| Datum            | Begegnung            | Ergebnis |
| ---------------- | -------------------- | -------- |
| 11. Oktober 2002 | Edinburgh - Newport  | 27:17    |
| 12. Oktober 2002 | Toulouse - Irish     | 28:23    |
| 18. Oktober 2002 | Newport - Toulouse   | 19:34    |
| 20. Oktober 2002 | Irish - Edinburgh    | 24:8     |
| 6. Dezember 2002 | Edinburgh - Toulouse | 9:30     |
| 7. Dezember 2002 | Newport - Irish      | 16:12    |

| Datum             | Begegnung            | Ergebnis |
| ----------------- | -------------------- | -------- |
| 14. Dezember 2002 | Toulouse - Edinburgh | 50:17    |
| 15. Dezember 2002 | Irish - Newport      | 42:5     |
| 10. Januar 2003   | Edinburgh - Irish    | 32:25    |
| 11. Januar 2003   | Toulouse - Newport   | 70:18    |
| 18. Januar 2003   | Newport - Edinburgh  | 42:32    |
| 19. Januar 2003   | Irish - Toulouse     | 32:29    |

### Gruppe 6
|    | Team                   | Spiele | Siege | Unent. | Ndlg. | Spiel- punkte | Diff. | Tabellen- punkte |
| -- | ---------------------- | ------ | ----- | ------ | ----- | ------------- | ----- | ---------------- |
| 1. | Northampton Saints (6) | 6      | 4     | 0      | 2     | 172:110       | + 62  | 8                |
| 2. | Biarritz Olympique (8) | 6      | 4     | 0      | 2     | 138:73        | + 65  | 8                |
| 3. | Ulster Rugby           | 6      | 4     | 0      | 2     | 116:106       | + 10  | 4                |
| 4. | Cardiff RFC            | 6      | 0     | 0      | 6     | 78:215        | - 137 | 0                |

| Datum            | Begegnung              | Ergebnis |
| ---------------- | ---------------------- | -------- |
| 12. Oktober 2002 | Cardiff - Biarritz     | 15:26    |
| 13. Oktober 2002 | Northampton - Ulster   | 32:9     |
| 18. Oktober 2002 | Ulster - Cardiff       | 25:6     |
| 19. Oktober 2002 | Biarritz - Northampton | 23:20    |
| 6. Dezember 2002 | Ulster - Biarritz      | 13:9     |
| 7. Dezember 2002 | Northampton - Cardiff  | 25:11    |

| Datum             | Begegnung              | Ergebnis |
| ----------------- | ---------------------- | -------- |
| 14. Dezember 2002 | Biarritz - Ulster      | 25:20    |
| 15. Dezember 2002 | Cardiff - Northampton  | 0:31     |
| 11. Januar 2003   | Cardiff - Ulster       | 21:33    |
| 11. Januar 2003   | Northampton - Biarritz | 17:14    |
| 18. Januar 2003   | Ulster - Northampton   | 16:13    |
| 19. Januar 2003   | Biarritz - Cardiff     | 75:25    |

## Viertelfinale
| 12. April 2003 14:45 Uhr | Stade Toulousain                                                                          | 32 : 16 | Northampton Saints                                                      | Stadium Municipal, Toulouse Zuschauer: 36.500 Schiedsrichter: Alan Lewis (Irland) |
| 12. April 2003 14:45 Uhr | Versuche: Heymans, Labit Erhöhungen: Delaigue (2) Straftritte: Delaigue (4), Michalak (2) | Bericht | Versuche: Sleightholme Erhöhungen: Grayson (1) Straftritte: Grayson (3) | Stadium Municipal, Toulouse Zuschauer: 36.500 Schiedsrichter: Alan Lewis (Irland) |

| 12. April 2003 15:35 Uhr | Leinster Rugby                                                               | 18 : 13 | Biarritz Olympique                                                      | Lansdowne Road, Dublin Zuschauer: 46.000 Schiedsrichter: Steve Lander (England) |
| 12. April 2003 15:35 Uhr | Versuche: Costello, Gleeson Erhöhungen: O’Meara (1) Straftritte: O’Meara (2) | Bericht | Versuche: Lièvremont Erhöhungen: Yachvili (1) Straftritte: Yachvili (2) | Lansdowne Road, Dublin Zuschauer: 46.000 Schiedsrichter: Steve Lander (England) |

| 13. April 2003 16:00 Uhr | Leicester Tigers                         | 7 : 20  | Munster Rugby                                                             | Welford Road Stadium, Leicester Zuschauer: 17.500 Schiedsrichter: Nigel Williams (Wales) |
| 13. April 2003 16:00 Uhr | Versuche: Booth Erhöhungen: Stimpson (1) | Bericht | Versuche: O’Gara, Stringer Erhöhungen: O’Gara (2) Straftritte: O’Gara (2) | Welford Road Stadium, Leicester Zuschauer: 17.500 Schiedsrichter: Nigel Williams (Wales) |

| 13. April 2003 16:00 Uhr | Llanelli RFC                                                  | 19 : 26 | USA Perpignan                                                                                          | Stradey Park, Llanelli Zuschauer: 10.800 Schiedsrichter: Tony Spreadbury (England) |
| 13. April 2003 16:00 Uhr | Versuche: Madden Erhöhungen: Jones (1) Straftritte: Jones (4) | Bericht | Versuche: Murphy, Strafversuch Erhöhungen: Edmonds (2) Straftritte: Edmonds (2) Dropgoals: Edmonds (2) | Stradey Park, Llanelli Zuschauer: 10.800 Schiedsrichter: Tony Spreadbury (England) |

## Halbfinale
| 26. April 2003 15:00 Uhr | Stade Toulousain                                                                      | 13 : 12 | Munster Rugby                                 | Stadium Municipal, Toulouse Zuschauer: 36.500 Schiedsrichter: Chris White (England) |
| 26. April 2003 15:00 Uhr | Versuche: Michalak Erhöhungen: Élissalde (1) Straftritte: Delaigue (1), Élissalde (1) | Bericht | Straftritte: O’Gara (2) Dropgoals: O’Gara (2) | Stadium Municipal, Toulouse Zuschauer: 36.500 Schiedsrichter: Chris White (England) |

| 27. April 2003 14:45 Uhr | Leinster Rugby                                         | 14 : 21 | USA Perpignan                                                                                                   | Lansdowne Road, Dublin Zuschauer: 37.000 Schiedsrichter: Nigel Williams (Wales) |
| 27. April 2003 14:45 Uhr | Versuche: D’Arcy Straftritte: O’Meara (2), Spooner (1) | Bericht | Versuche: Bomati, Dal Maso Erhöhungen: Edmonds (1) Straftritte: Edmonds (1) Dropgoals: Cermeno (1), Edmonds (1) | Lansdowne Road, Dublin Zuschauer: 37.000 Schiedsrichter: Nigel Williams (Wales) |

## Finale
| 24. Mai 2003 15:00 Uhr | Stade Toulousain                                                                                | 22 : 17        | USA Perpignan                                                          | Lansdowne Road, Dublin Zuschauer: 28.600 Schiedsrichter: Chris White (England) |
| 24. Mai 2003 15:00 Uhr | Versuche: Clerc 33. erh. Erhöhungen: Delaigue Straftritte: Delaigue (5) 3., 18., 27., 40., 80.+ | (19:0) Bericht | Versuche: Bomati 80.+ erh. Straftritte: Edmonds (4) 44., 51., 57., 70. | Lansdowne Road, Dublin Zuschauer: 28.600 Schiedsrichter: Chris White (England) |